# Pasta alla zozzona
La Pasta alla zozzona è un piatto tipico della tradizione culinaria popolare romana, composto dagli ingredienti che contraddistinguono  i primi di pasta tipici della zona: carbonara, cacio e pepe, amatriciana e gricia, quest'ultima versione storica della precedente. Usualmente il sugo ottenuto viene usato per condire i rigatoni.
Nell'accezione romana in un contesto legato al cibo "zozzo" indica qualcosa di goloso, abbondante, grasso, sugoso e calorico.
Viene considerata ricetta povera: è stato ipotizzato sia stata concepita per non sprecare gli avanzi di altri sughi. È rintracciabile, con varianti che prevedono ad esempio i peperoni, almeno dagli anni sessanta del XX secolo; in Italia è poco diffusa fuori Lazio, dove gode di una certa popolarità nelle trattorie di Roma e in quelle tra le fraschette dei Castelli Romani. A livello invece internazionale è nota negli Stati Uniti d'America.